# Cerithium gallapaginis
Cerithium gallapaginis is een slakkensoort uit de familie van de Cerithiidae. De wetenschappelijke naam van de soort werd in 1855 voor het eerst geldig gepubliceerd door George Brettingham Sowerby II.